# 夕陽カ丘三号館
『夕陽カ丘三号館』（ゆうひがおかさんごうかん）は、1971年10月17日から1972年3月26日までTBSの日曜21時台で放送されていたテレビドラマ。カラー作品。30分番組。全24回。
1970年4月から同年年末まで毎日新聞にて連載された、有吉佐和子の原作をドラマ化。商社の社員団地を舞台に住民たちの物語を描く。一連の日曜21時台の30分テレビドラマは本作で一先ず終了した。

## キャスト
- 時枝音子：八千草薫
- 音子の夫・浩一郎：山内明
- 音子の息子・悟：小林文彦
- 藤野夫人：山岡久乃
- 藤野：舟橋元
- 井本夫人：富士真奈美
- 井本：藤木悠
- 寺尾夫人：うつみみどり
- 寺尾：佐野浅夫
- 山野幸江：園佳也子
- 森夫人：八木昌子
- 津田：波多野憲
- 津田夫人：本山可久子
- 高木先生：東野孝彦
- 飲み屋の女将：白木万理（白木マリの表記もあり）
- 川北常務：日野道夫
- 悟の友人・洋子：林靖子
- 食料品店員：沖雅也（第13話ゲスト）
- 浩一郎の姪・ウタコ：山本与志恵（第17話ゲスト）

他

## スタッフ
- 脚本：井手俊郎
- 演出：藤田敏八、吉田憲二 ほか

## 映像ソフト
- 2020年3月27日、ベストフィールドから「昭和の名作ライブラリー」の一環として、HDリマスター版DVDが発売された[2]。

## 備考
1971年10月31日はボクシング中継のため、本番組は放送休止となった。